# Będków (gmina)
Będków – gmina wiejska w województwie łódzkim, w powiecie tomaszowskim. W latach 1975–1998 gmina położona była w województwie piotrkowskim.
Siedzibą Urzędu Gminy jest Będków. 
30 czerwca 2004 gminę zamieszkiwało 3561 osób.

## Historia
Gmina Będków powstała w czasach Królestwa Polskiego w 1868 roku, w powiecie brzezińskim w guberni piotrkowskiej. 19/31 maja 1870 do gminy przyłączono pozbawiony praw miejskich Będków.

## Walory gminy
Będków to gmina rolnicza, wyspecjalizowana w hodowli bydła mlecznego i mięsnego. Posiada dobre warunki rozwoju osadnictwa letniskowego.
Na terenie gminy, w Prażkach, znajduje się Lipa Reymonta – jedna z najokazalszych w Polsce lip drobnolistnych, najgrubsze drzewo o pojedynczym pniu w województwie łódzkim.

## Struktura powierzchni
Według danych z roku 2002 gmina Będków ma obszar 57,88 km², w tym:
- użytki rolne: 85%
- użytki leśne: 7%

Gmina stanowi 5,64% powierzchni powiatu.

## Demografia

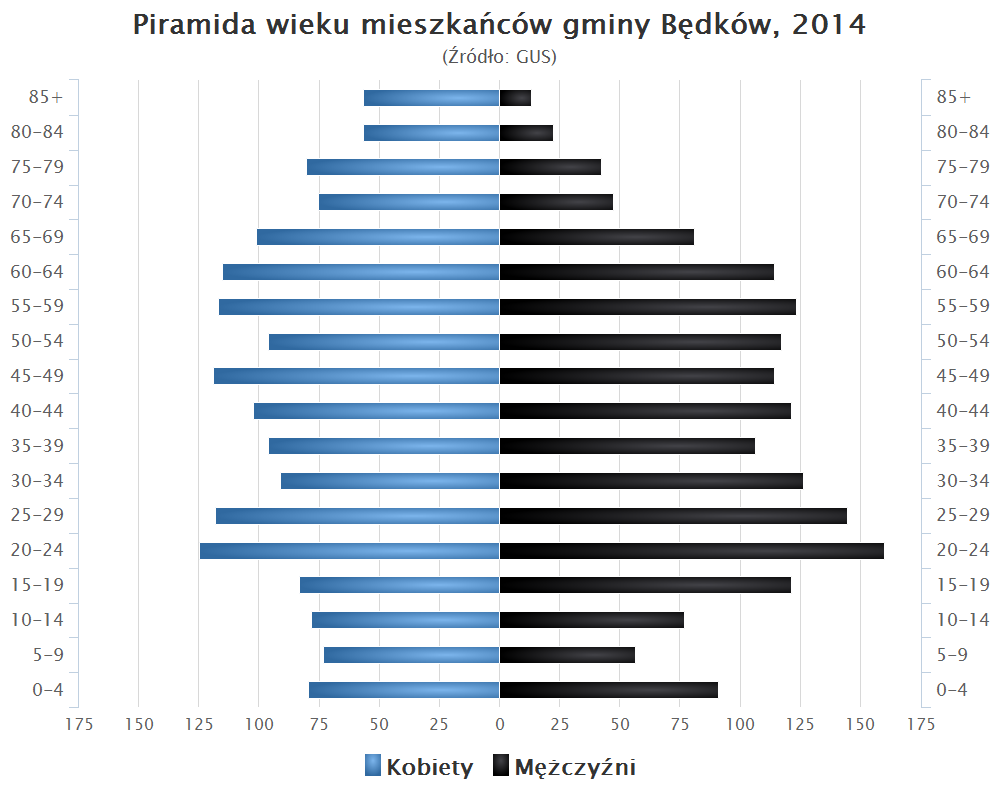
Piramida wieku mieszkańców gminy Będków w 2014 roku

Dane z 30 czerwca 2004:
| Opis                              | Ogółem | Ogółem | Kobiety | Kobiety | Mężczyźni | Mężczyźni |
| --------------------------------- | ------ | ------ | ------- | ------- | --------- | --------- |
| jednostka                         | osób   | %      | osób    | %       | osób      | %         |
| populacja                         | 3561   | 100    | 1786    | 50,2    | 1775      | 49,8      |
| gęstość zaludnienia (mieszk./km²) | 61,5   | 61,5   | 30,9    | 30,9    | 30,7      | 30,7      |

## Sołectwa
Będków, Brzóstów, Ceniawy, Drzazgowa Wola, Ewcin, Gutków, Kalinów, Łaknarz, Magdalenka, Nowiny, Prażki, Remiszewice, Rosocha, Rudnik, Rzeczków, Sługocice, Teodorów, Wykno, Zacharz.

## Pozostałe miejscowości
Będków-Kolonia, Rosocha. 

## Sąsiednie gminy
Brójce, Czarnocin, Moszczenica, Rokiciny, Ujazd, Wolbórz